# برقع حريدي

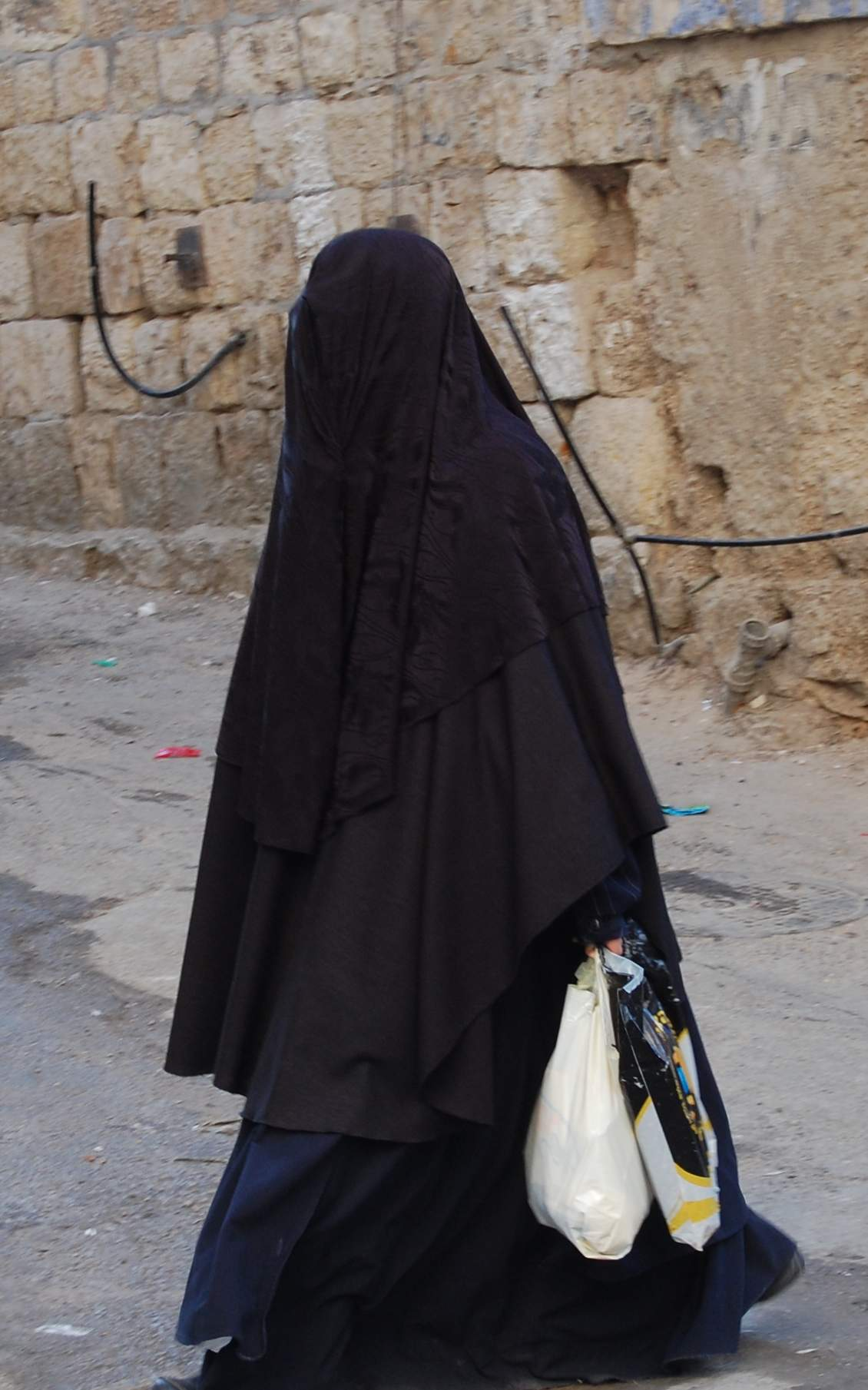
صورة لأحد النساء اليهود الحريديم في القدس مرتدية البرقع الحريدي

برقع حريدي (بالعبرية: נשות השאלים) أحد أزياء النساء المتعارف عليها لنساء اليهود الحريديم، خاصة المتواجدات في إسرائيل حيث تعتقد النساء أن تغطية الرأس والجسد بالكامل هي أحد مظاهر التواضع والزهد، ويشبه برقع الحريديم النقاب المتعارف عليه في الدول ذات الأغلبية المسلمة. ويتركز معظم الملتزمات بهذا الزي في بيت شيمش غرب القدس.